# Lijst van rijksmonumenten in Maastricht/Bogaardenstraat
Een overzicht van de 25 rijksmonumenten in de stad Maastricht gelegen aan of bij de Bogaardenstraat.
| Object                                                                                       | Oorspronkelijke functie? | Bouwjaar                                         | Architect | Locatie            | Coördinaten?                  | Nr.?  | Afbeelding        |
| -------------------------------------------------------------------------------------------- | ------------------------ | ------------------------------------------------ | --------- | ------------------ | ----------------------------- | ----- | ----------------- |
| Huis der Twaalf Apostelen, genaamd De Belick.                                                | Gebouw                   | 18e eeuw (huis); eerste helft 16e eeuw (beelden) |           | Bogaardenstraat 1B | 50° 51' 10" NB, 5° 41' 18" OL | 26722 | Meer afbeeldingen |
| Huis met lijstgevel, voorzien van hardstenen omramingen.                                     | Gebouw                   | 19e eeuw                                         |           | Bogaardenstraat 3  | 50° 51' 10" NB, 5° 41' 17" OL | 26723 | Meer afbeeldingen |
| Huis met lijstgevel.                                                                         | Gebouw                   | 18e eeuw                                         |           | Bogaardenstraat 5  | 50° 51' 9" NB, 5° 41' 17" OL  | 26724 | Meer afbeeldingen |
| Huis met lijstgevel.                                                                         | Gebouw                   | eerste helft 18e eeuw                            |           | Bogaardenstraat 7  | 50° 51' 9" NB, 5° 41' 17" OL  | 26725 | Meer afbeeldingen |
| Huisje met lijstgevel.                                                                       | Woonhuis                 |                                                  |           | Bogaardenstraat 9  | 50° 51' 9" NB, 5° 41' 17" OL  | 26726 | Meer afbeeldingen |
| Huisje met lijstgevel.                                                                       | Woonhuis                 | 18e eeuw                                         |           | Bogaardenstraat 11 | 50° 51' 9" NB, 5° 41' 17" OL  | 26727 | Meer afbeeldingen |
| Huis met gepleisterde lijstgevel.                                                            | Gebouw                   |                                                  |           | Bogaardenstraat 29 | 50° 51' 7" NB, 5° 41' 18" OL  | 26728 | Meer afbeeldingen |
| Huis met gevel in de trant der zgn. Maaslandse renaissance.                                  | Gebouw                   | 17e eeuw (huis); 18e eeuw (onderpui)             |           | Bogaardenstraat 31 | 50° 51' 7" NB, 5° 41' 18" OL  | 26729 | Meer afbeeldingen |
| Huis met lijstgevel.                                                                         | Gebouw                   |                                                  |           | Bogaardenstraat 33 | 50° 51' 7" NB, 5° 41' 18" OL  | 26730 | Meer afbeeldingen |
| Huis met lijstgevel.                                                                         | Gebouw                   | eerste helft 19e eeuw                            |           | Bogaardenstraat 35 | 50° 51' 7" NB, 5° 41' 17" OL  | 26731 | Meer afbeeldingen |
| Huis met brede lijstgevel.                                                                   | Gebouw                   | 18e eeuw                                         |           | Bogaardenstraat 36 | 50° 51' 9" NB, 5° 41' 16" OL  | 26732 | Meer afbeeldingen |
| Huis met in de lijstgevel segmentboogvensters in Naamse steen.                               | Gebouw                   |                                                  |           | Bogaardenstraat 42 | 50° 51' 5" NB, 5° 41' 17" OL  | 26733 | Meer afbeeldingen |
| Huis met lijstgevel.                                                                         | Gebouw                   | 19e eeuw                                         |           | Bogaardenstraat 43 | 50° 51' 5" NB, 5° 41' 18" OL  | 26734 | Meer afbeeldingen |
| Huis met in de gepleisterde lijstgevel een segmentboogingang en -vensters in Naamse steen.   | Woonhuis                 |                                                  |           | Bogaardenstraat 44 | 50° 51' 5" NB, 5° 41' 17" OL  | 26735 | Meer afbeeldingen |
| Huisje met lijstgevel.                                                                       | Woonhuis                 | 18e eeuw                                         |           | Bogaardenstraat 45 | 50° 51' 5" NB, 5° 41' 18" OL  | 26736 | Meer afbeeldingen |
| Huis met in de lijstgevel segmentboogvensters in Naamse steen.                               | Gebouw                   | 18e eeuw                                         |           | Bogaardenstraat 46 | 50° 51' 5" NB, 5° 41' 17" OL  | 26737 | Meer afbeeldingen |
| Huis met gepleisterde lijstgevel.                                                            | Gebouw                   |                                                  |           | Bogaardenstraat 47 | 50° 51' 5" NB, 5° 41' 18" OL  | 26738 | Meer afbeeldingen |
| Huis met lijstgevel met een gevelsteen met een leeuw AU LION ROUGE 1789 IN DEN ROODEN LEEUW. | Gebouw                   | 1789                                             |           | Bogaardenstraat 50 | 50° 51' 5" NB, 5° 41' 17" OL  | 26739 | Meer afbeeldingen |
| Huis met lijstgevel.                                                                         | Gebouw                   | 18e eeuw                                         |           | Bogaardenstraat 51 | 50° 51' 5" NB, 5° 41' 18" OL  | 26740 | Meer afbeeldingen |
| Huis, waarvan de voorgevel eindigt in een trigliefenfries.                                   | Gebouw                   | 17e eeuw                                         |           | Bogaardenstraat 52 | 50° 51' 5" NB, 5° 41' 17" OL  | 26741 | Meer afbeeldingen |
| Huis met brede lijstgevel en een poort.                                                      | Gebouw                   | 18e eeuw                                         |           | Bogaardenstraat 56 | 50° 51' 4" NB, 5° 41' 17" OL  | 26742 | Meer afbeeldingen |
| Huis met lijstgevel.                                                                         | Woonhuis                 | eerste helft 18e eeuw                            |           | Bogaardenstraat 57 | 50° 51' 4" NB, 5° 41' 18" OL  | 26743 | Meer afbeeldingen |
| Huis met sobere lijstgevel.                                                                  | Gebouw                   | 19e eeuw                                         |           | Bogaardenstraat 58 | 50° 51' 4" NB, 5° 41' 18" OL  | 26744 | Meer afbeeldingen |
| Huis met gevel in de trant der zgn. Maaslandse renaissance.                                  | Gebouw                   | 17e eeuw                                         |           | Bogaardenstraat 59 | 50° 51' 4" NB, 5° 41' 18" OL  | 26745 | Meer afbeeldingen |
| Huis met brede gepleisterde lijstgevel.                                                      | Gebouw                   | 17e eeuw                                         |           | Bogaardenstraat 60 | 50° 51' 4" NB, 5° 41' 18" OL  | 26746 | Meer afbeeldingen |